# John Bevis
John Bevis (Old Sarum, 10 novembre 1695 – 6 novembre 1771) è stato un astronomo e medico britannico.
È conosciuto per aver scoperto la Nebulosa del Granchio nel 1731. Dalle osservazioni fatte con il suo telescopio a Stoke Newington, Middlesex, compilò un catalogo astronomico intitolato Uranographia Britannica attorno al 1750.
Il 28 maggio 1737, dall'Osservatorio Reale di Greenwich, John Bevis riportò l'unica occultazione di Mercurio da parte di Venere mai osservata.